# 뱌체슬라프 고르피신
뱌체슬라프 니콜라예비치 고르피신(러시아어: Вячесла́в Никола́евич Горпишин, 1970년 1월 20일~)은 러시아의 핸드볼 선수로 포지션은 레프트백이다. 
러시아 대표팀의 일원으로 2000년 하계 올림픽에서 금메달, 2004년 하계 올림픽에서 동메달을 획득했다. 또한 세계 선수권 대회 2회, 유럽 선수권 대회 1회 우승을 차지했다.
아들인 세르게이도 러시아 국가대표 핸드볼 선수로 활동했다.